# Simon Goubert
Simon Goubert (/siˈmɔ̃ ɡuˈbεʁ/; Rennes, 22 ottobre 1960) è un batterista francese.

## Biografia
Da bambino si avvicina al mondo della musica grazie al pianoforte. Compiuti 10 anni, il suo interesse vira verso la batteria che diventerà il suo strumento prediletto. 
Nel 1983 diventa tastierista del gruppo di musica jazz fondato da Christian Vander: Offering. Tredici anni più tardi, avendo ormai lasciato il precedente gruppo, decide di unirsi nuovamente a Vander spinto dalla grande stima nei suoi confronti. Entra quindi a far parte del gruppo di musica jazz Magma. Nel 1994 Goubert e Vander creano Welcome, un gruppo musicale formato da due batterie, due contrabbassi, due sassofoni e un pianoforte. 
Nel 1991 Goubert incide il suo primo album da leader: Haïti. Pubblicato dall'etichetta musicale Seventh Records, vede la partecipazione di: Jean-Michel Couchet, Laurent Fickelson, Stéphane Persiani e Steve Grossman. All'interno dell’album è presente anche una versione di Take Five, uno dei brani jazz più eseguiti e incisi in assoluto. 
Nel 1993 esce il suo secondo album Couleurs de peaux, suonato con i fratelli Belmondo, Michel Graillier, Emmanuel Borghi, Christian Vander e Aldo Romano. Segue poi nel 1995 il terzo album, L'Encierro, a cui parteciparono Michel Graillier, Laurent Fickelson, Stéphane Persiani, Jean-Michel Couchet e David Sauzay. Lo stesso gruppo di musicisti nel 1998 pubblica Le Phare des Pierres Noires, album che mette in risalto gli sviluppi di Goubert in qualità di compositore. 
Nel 1999 forma il trio BFG con Emmanuel Bex e Glenn Ferris. Durante lo stesso anno si unisce al Pentacle, un quintetto diretto dalla pianista francese Sophia Domancich, musicista che sarà particolarmente presente nella carriera artistica di Goubert negli anni successivi. Nel 2001 registra Désormais, album doppio che vede la partecipazione di: Boris Blanchet, Sophia Domancich e Michel Zenino. Tre anni più tardi fonda il gruppo Soft Bounds, formato da: Sophia Domancich, Elton Dean, Hugh Hopper (ex membro del gruppo britannico Soft Machine) e Simon Picard. Nel 2005 esce il suo sesto album Et après e nel corso dello stesso anno, in compagnia di Jean-Jacques Avenel e dell’ormai immancabile Sophia Domancich, crea il trio DAG di cui nel 2006 viene pubblicato l'omonimo album. Nel 1996 riceve il premio Django-Reinhardt come miglior jazzista francese dell'anno. Goubert è il primo batterista a ricevere questo premio. 